# Theridion olaup
Theridion olaup är en spindelart som beskrevs av Claude Lévi 1963. Theridion olaup ingår i släktet Theridion och familjen klotspindlar. Inga underarter finns listade i Catalogue of Life.